# مانفريد بينيسوفا
مانفريد بينيسوفا (بالألمانية: Manfred Melzer)‏ (و. 1944 – 2018 م) هو كاهن كاثوليكي ألماني، توفي في فريشن، عن عمر يناهز 74 عاماً.

## مناصب
تولى منصب أسقف مساعد ‏، كولونيا (10 سبتمبر 1995–5 يونيو 2015)
- أسقف عنواني  [لغات أخرى]‏ (منذ 10 سبتمبر 1995)[3][6]
- أسقف كاثوليكي (منذ 10 سبتمبر 1995)

.

## التعليم
تعلم في جامعة بون
.